# متلازمة كارني
متلازمة كارني المعقدة (Carney complex) وشعبتيها؛ متلازمة لامب (LAMB syndrome) ومتلازمة نيم (NAME syndrome) هي صفات سائدة تشمل الأورام المخاطية التي تحدث في القلب والجلد وزيادة تصبغ الجلد (النمش) وزيادة نشاط جهاز الغدد الصماء. وتختلف هذه المتلازمة تمامًا عن ثلاثي كارني (Carney's triad). تقريبًا، 7% من حالات الأورام المخاطية القلبية تكون متعلقة بمتلازمة كارني المعقدة.

## الفيزيولوجيا المرضية
تحدث متلازمة كارني المعقدة غالبًا بسبب الطفرات التي تحدث في جين PRKAR1A الموجود على كروموسوم 17q23-q24,
والذي قد يعمل أحيانًا كمورث كابت للورم. والبروتين المشار إليه في الكود من نوع 1A، وهو وحيدة تنظيمية لكيناز البروتين A. ويحدث تعطيل طفرات السلالات الجرثومية لذلك الجين في 70% من حالات متلازمة كارني المعقدة.
أو قد ينشأ المرض بسبب مجموعة من التغيرات الجينية المتنوعة في كروموسوم 2p16، ولكن ذلك أقل انتشارًا.
تعتبر شعبتا متلازمة كارني المعقدة من الصفات السائدة. وعلى الرغم من اختلاف النظام الوراثي لطفرات جين PRKAR1A وكروموسوم 2p16، فإنهما غير مختلفين في النمط الظاهري.

## الأعراض السريرية
من الأعراض الشائعة؛ ظهور بقع صبغية على الجلد ونمش غالبًا في الوجه، وخصوصًا على الشفتين والجفون والملتحمة ومخاطية الفم. وقد تؤدي الأورام المخاطية القلبية إلى الجلطات الدماغية الصمية وقصور القلب، وقد يصاحبها أيضًا حمى وآلام متجمعة وضيق في التنفس والدمدمة الانبساطية ورطمة الورم. وقد تحدث بعض الأورام المخاطية خارج القلب، وخصوصًا في الجلد والصدر. وقد تظهر أورام الغدد الصماء في صورة اضطرابات، مثل فرط نشاط قشر الكظر (متلازمة كوشينج). إن أكثر أعراض الغدد الصماء انتشارًا هو متلازمة كوشينج المستقلة عن الهرمون الموجه لقشرة الكظر (ACTH)(ACTH-independent Cushing's syndrome)، وذلك بسبب مرض كشرة الكظر المصطبغ العقيدي (primary pigmented nodular adrenocortical disease) (PPNAD).
يشير الاسم التاجي لمتلازمة لامب إلى متلازمة النمش، والأورام المخاطية الأذينية والوحمات الزرقاء  بينما يشير الاسم التاجي لمتلازمة نيم إلى متلازمة الوحمات، والأورام المخاطية الأذينية، والأورام الليفية العصبية المخاطية، والنمش 
وعلى الرغم من أن جيه إيدين كارني (J. Aiden Carney) قد وصف مرض ثلاثي كارني أيضًا، فإن متلازمة كارني المعقدة وثلاثي كارني مرضان مختلفان تمامًا.

## العلاج
قد يكون من الصعب التعامل مع الأورام المخاطية القلبية جراحيًا، وذلك لتكرارها داخل القلب، وابتعادها دائمًا عن مكان الورم الأساسي.

## وصلات خارجية
- GeneReview/UW/NIH entry on Carney complex
- Cancer.Net: Carney Complex